# 731 (The X-Files)
«731» es el décimo episodio de la tercera temporada de la serie de televisión estadounidense de ciencia ficción The X-Files. Se estrenó en la cadena Fox el 1 de diciembre de 1995. Fue dirigido por Rob Bowman y escrito por Frank Spotnitz. «731» contó con apariciones especiales de Stephen McHattie, Steven Williams y Don S. Williams. El episodio ayuda a explorar la mitología general de la serie. «731» obtuvo una calificación Nielsen de 12, siendo visto por 17,68 millones de personas en su transmisión inicial.
El programa se centra en los agentes especiales del FBI Fox Mulder (David Duchovny) y Dana Scully (Gillian Anderson) que trabajan en casos relacionados con lo paranormal, llamados expedientes X. En este episodio, Mulder arriesga su vida al infiltrarse en un tren que transporta un híbrido humano-alienígena. Mientras tanto, Scully intenta descubrir la verdad sobre su abducción. «731» es un episodio de dos partes que continúa la trama del episodio anterior, «Nisei».
La producción de «731» involucró varias acrobacias, incluida la explosión de un vagón de tren retirado. La producción del episodio fue exitosa para dos miembros del equipo: le valió al director de fotografía John Bartley una nominación al premio de la Sociedad Estadounidense de Directores de Fotografía por su trabajo y le aseguró a Bowman el trabajo de dirigir la adaptación cinematográfica posterior de la serie, The X-Files: Fight the Future.

## Argumento
En Perkey, Virginia Occidental, un grupo de soldados del Ejército de los Estados Unidos llega a un complejo de investigación de lepra abandonado y se apodera de la mayoría de los pacientes. Un paciente, Escalante, se esconde debajo de una trampilla durante la llegada y sigue al grupo a un campo aislado cercano. Él observa cómo los soldados disparan y arrojan a los otros pacientes, que son aparentemente híbridos extraterrestre-humanos, a una fosa común.
Fox Mulder (David Duchovny) pierde su teléfono celular después de saltar encima del tren en movimiento, perdiendo el contacto con Dana Scully (Gillian Anderson). Cuando Scully le pregunta, X le dice que analice su implante, diciendo que le dará respuestas sobre el tren y el asesinato de su hermana Melissa. Mientras tanto, Mulder ingresa al tren y descubre que el vagón secreto está en cuarentena y protegido por un sistema de seguridad. Busca a Zama y pide ayuda al conductor del tren. En el compartimento de Zama, encuentran diarios escritos a mano en japonés. Sin embargo, en otra parte del tren, el Hombre Pelirrojo intercepta y estrangula a Zama.
Scully ve a Pendrell, quien le dice que el implante contiene tecnología muy avanzada que puede replicar las funciones de memoria del cerebro y permitir que alguien conozca los pensamientos de una persona. El fabricante del chip fue Zama, quien creó el implante en el complejo de Virginia Occidental. Scully viaja allí y se encuentra con un grupo de pacientes deformes que han eludido a los «escuadrones de la muerte». Escalante le dice que los pacientes fueron experimentados por Zama, quien se fue hace mucho tiempo; desde entonces, los escuadrones de la muerte se han propuesto masacrarlos. Escalante le muestra la fosa común, pero muere cuando llegan soldados del ejército de los EE. UU. para capturar a Scully, quien es entregada al Primer Anciano.
Mulder regresa al vagón y ve la puerta entreabierta; un sujeto de prueba extraterrestre-humano está encerrado en una habitación en el interior. El pelirrojo ataca a Mulder, lo que hace que el conductor los encierre a ambos en el vagón. El hombre pelirrojo afirma que trabaja para la NSA y que se detonó una bomba en el vagón después de que logró ingresar con el código de acceso de Zama. Mulder no le cree, pero Scully lo llama al teléfono celular del hombre pelirrojo. Scully, que está con el Primer Anciano en un vagón similar, le dice a Mulder que sujetos involuntarios, incluida ella misma, fueron operados por Zama en el ferrocarril secreto, con la teoría de la abducción extraterrestre utilizada como cortina de humo. También confirma que hay una bomba en el vagón y cree que el paciente en cuarentena está contagiado de fiebre hemorrágica. Ella teme que miles mueran a causa de la enfermedad si el vagón explota. Mulder encuentra la bomba en el techo.
Después de que el vagón se desconecta del resto del tren en un apartadero remoto, Mulder interroga al Hombre Pelirrojo, quien dice que el paciente es inmune a la guerra biológica. Zama había tratado de sacar al paciente del país a escondidas, pero el gobierno preferiría verlo destruido antes que dejar que su investigación cayera en manos japonesas; el Hombre Pelirrojo fue enviado para matarlos a ambos. Mulder, sin embargo, cree que el paciente es un híbrido extraterrestre-humano. Con la ayuda de Scully, Mulder abre con éxito la puerta del vagón, pero el Pelirrojo lo deja inconsciente. Cuando el Pelirrojo está a punto de irse, aparece X y le dispara. Al darse cuenta de que la bomba está a punto de explotar y que no hay suficiente tiempo para salvar a Mulder y asegurar al paciente, X decide salvar a Mulder. X sale llevando a Mulder aún inconsciente poco antes de que explote la bomba.
Después de recuperarse de sus heridas, Mulder intenta encontrar información sobre el vagón, pero no puede hacerlo. Scully devuelve el diario que encontró en el auto, pero Mulder se da cuenta de que es un sustituto reescrito. Mientras tanto, el diario real se traduce en una habitación en penumbra mientras el fumador observa.

## Producción

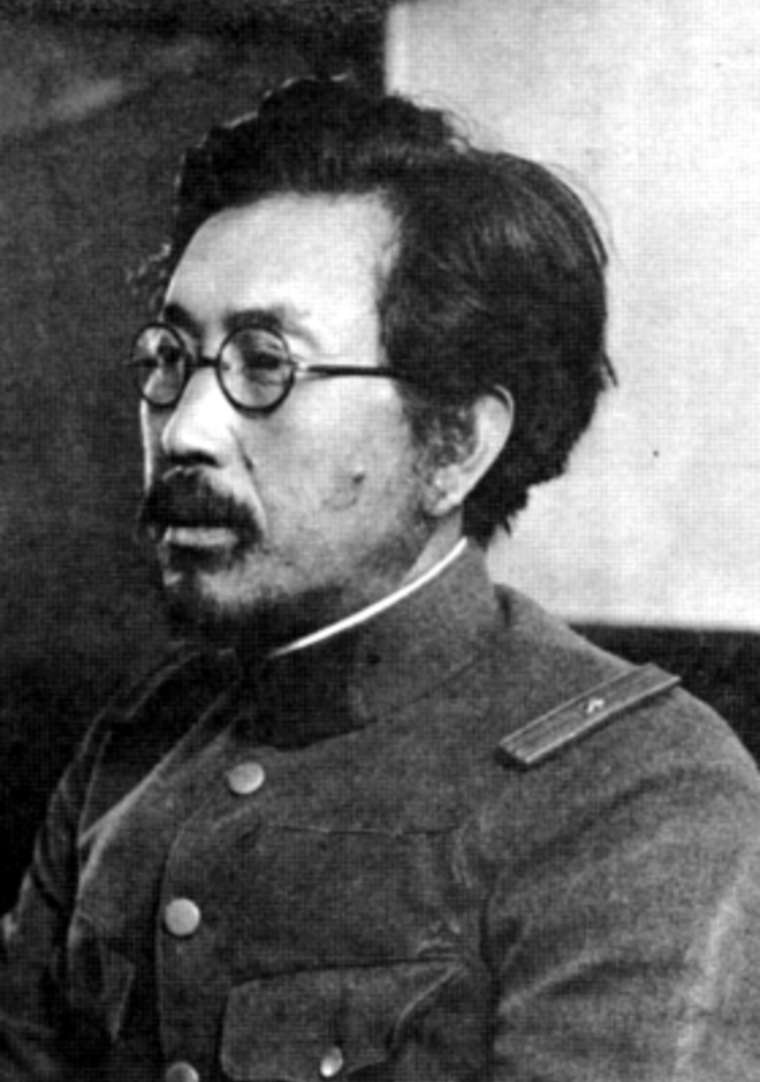
El episodio fue inspirado por el escuadrón 731 de Japón (comandante Shirō Ishii en la foto)

### Concepción y escritura
La inspiración del escritor Frank Spotnitz para el episodio provino de haber leído un artículo en The New York Times sobre los crímenes de guerra cometidos por el escuadrón 731 del Ejército Imperial Japonés, que da nombre al episodio. La unidad era responsable de la investigación en sujetos humanos tanto en prisioneros de guerra como en civiles. Se inspiró además en las películas North by Northwest y The Train, que fueron la base para el escenario del vagón de tren del episodio. Spotnitz también señaló que el episodio ofreció a los escritores la oportunidad de «retroceder el contador» para la premisa de la serie, lo que permitió que el personaje de Scully aún mantuviera un punto de vista escéptico después de los eventos de «Paper Clip», un episodio anterior de la tercera temporada. en el que la personaje es testigo de un grupo de extraterrestres. El lema de este episodio se cambió a «Apology is Policy» («La disculpa es política»).

### Rodaje y posproducción
La escena al comienzo del episodio con el personaje de Duchovny, Fox Mulder, agarrado al costado del vagón del tren, se filmó con un arnés cableado en la parte superior del vagón que se retiró digitalmente durante la posproducción. Duchovny realizó el truco él mismo, sin el uso de un doble. Steven Williams y Duchovny grabaron por separado la escena en la que Williams saca a Duchovny del vagón antes de que explote contra una pantalla azul. Los resultados de esto se voltearon horizontalmente para ayudar a la «composición» de la escena, y se superpusieron sobre la explosión. Veinticinco actores enmascarados, en su mayoría niños, se colocaron sobre cuerpos de utilería para la escena de la fosa común.
Los productores construyeron interiores de vagones de tren para el vagón de cuarentena donde se mantenía al paciente y los vagones cama, e hicieron flotar los trenes sobre cámaras de aire para crear la sensación de movimiento. El director Rob Bowman utilizó siete cámaras diferentes al filmar la explosión del vagón del tren. Para el efecto se utilizaron cuarenta y cinco galones de gasolina y 120 bombas de pólvora negra. El vagón utilizado se había obtenido a bajo precio a BC Rail, con sede en Vancouver, y se había considerado chatarra debido a que estaba doblado. Después de que se registró la explosión, el supervisor de efectos físicos Dave Gauthier recuperó una campana del tren a cierta distancia del sitio, quien la hizo pulir y grabar con un mensaje para Bowman.
Bowman usó una steadicam para aquellas escenas que presentaban a Mulder dentro del tren y mantuvo al personaje alejado del centro de la pantalla, para acentuar su mentalidad «paranoica». Esto se contrastó deliberadamente con la escena simultánea que presenta a Scully, quien está hablando con Mulder por teléfono. Esto se filmó con una cámara dolly y una puesta en escena «gráficamente equilibrada», con la intención de que el personaje pareciera tan «equilibrado, seguro, fuerte» como «el Peñón de Gibraltar». Bowman, quien sintió que el episodio terminado «era realmente como una película», ha declarado que su parte del episodio impresionó al creador de la serie Chris Carter lo suficiente para que Carter le ofreciera a Bowman el trabajo de dirigir la adaptación cinematográfica de la serie.

## Temas
Jan Delasara, en el libro PopLit, PopCult and The X-Files argumenta que episodios como «Nisei» y «731», o el episodio previo «Paper Clip», muestran la confianza del público en la ciencia «erosionándose». Delasara propone que los científicos «arrogantes» que están «reelaborando el tejido de la vida» están provocando que la fe del público en la ciencia se desvanezca drásticamente, «una preocupación», señala, «que se aborda directamente en los episodios de X-Files. Además, señala que casi todos los científicos retratados en The X-Files están representados con una «conexión con el mal antiguo», con la única excepción de la Agente Scully. En «731», y más temprano en «Nisei», los científicos son antiguos investigadores japoneses que trabajaron durante la Segunda Guerra Mundial para el escuadrón 731. En sus intentos de crear un exitoso híbrido humano-extraterrestre, se convierten en los científicos arquetípicos que «van demasiado lejos», un factor serio que Delasara argumenta que «“aliena” [al público] más lejos de la ciencia y sus practicantes».
La opinión crítica también ha señalado que ambas partes del arco de la historia ofrecen una explicación alternativa para los eventos de la serie hasta el momento, un resultado «menos romántico» que pinta la trama en curso como un engaño elaborado para desviar la atención de los experimentos del gobierno, ambos militares y médicos. La crítica Emily VanDerWerff siente que tal explicación «hablaría más de la tristeza en el núcleo de X-Files de que Mulder encontrara sus respuestas y se viera obligado a aceptar que no eran lo que estaba buscando», comparando tal realización con el héroe de Don Quijote. Este elemento de la trama de «engaño» se revisaría más tarde tanto en el final de la cuarta temporada «Gethsemane» como en la apertura en dos partes de la quinta temporada «Redux» y «Redux II», aunque con un grado de efectividad mucho menor.

## Recepción

### Audiencia
«731» se estrenó en la cadena Fox el 1 de diciembre de 1995. El episodio obtuvo una calificación Nielsen de 12 con una participación de 21, lo que significa que aproximadamente el 12 por ciento de todos los hogares equipados con televisión y el 21 por ciento de los hogares que miraban televisión sintonizaron el episodio. Un total de 17,68 millones de espectadores vieron este episodio durante su emisión original.

### Reseñas
«731» recibió críticas en su mayoría positivas de los críticos. Escribiendo para The A.V. Club, el crítico Zack Handlen calificó el episodio con una A, calificándolo de «fantástico». Sin embargo, Handlen sintió que la versión de los hechos contada a Scully en este episodio era quizás una mejor explicación de la mitología de la serie que su eventual resolución, y señaló que podría haber ofrecido «una conclusión cuyo impacto emocional habría estado a la altura de la intensidad de los primeros episodios de la mitología» como este. En una retrospectiva de la tercera temporada en Entertainment Weekly, «731» fue calificado con una B. La revisión señaló que el episodio estuvo «extrañamente libre de tensión», aunque ridiculizó la obstinación de Scully en no creer lo que la serie había establecido como verdad. Nick De Semlyen y James White de Empire lo nombraron el segundo episodio «más grande» de la serie, afirmando que es «posiblemente el más grande de los muchos episodios mitológicos de The X-Files» y una «mezcla de acción e intriga de alto octanaje, con los valores de producción y el ritmo de un éxito de taquilla de Hollywood».
El director Rob Bowman calificó el episodio como uno de sus favoritos de todos los tiempos. El actor Steven Williams sintió que su interpretación de X en este episodio lo ayudó a hacerse querer más por los espectadores del programa.

### Premios
El director de fotografía John Bartley obtuvo una nominación a Logro destacado en cinematografía en una serie regular de la Sociedad Estadounidense de Directores de Fotografía por su trabajo en este episodio.